# Морнарскa џамија
Морнарска џамија (алб. Xhamia e Detarëve) је важна знаменитост Улциња, која је некада служила као светионик.